# Мох Андрій Володимирович
Андрій Володимирович Мох (рос. Андрей Владимирович Мох, нар. 20 жовтня 1965, Томськ) — колишній радянський та російський футболіст, захисник.

## Клубна кар'єра
У дорослому футболі дебютував 1984 року виступами за ЦСКА (Москва), в якому провів чотири сезони, взявши участь у 79 матчах чемпіонату. Більшість часу, проведеного у складі московського ЦСКА, був основним гравцем захисту команди, а у сезоні 1987 року виступав за армійську команду Львова.
Своєю грою привернув увагу представників тренерського штабу «Динамо» (Москва), до складу якого приєднався 1989 року. Відіграв за московських динамівців наступні два сезони своєї ігрової кар'єри. Граючи у складі московського «Динамо» також здебільшого виходив на поле в основному складі команди.
Протягом 1991 року недовго захищав кольори московського «Спартака».
Після розпаду СРСР, 1991 року, уклав контракт з іспанським «Еспаньйолом», у складі якого провів наступні два роки своєї кар'єри гравця. Тренерським штабом нового клубу також розглядався як гравець «основи».
Протягом 1993–1997 років захищав кольори іспанського «Толедо» та «Еркулеса».
Завершив професійну ігрову кар'єру у іспанському «Леганесі» з Сегунди, за який виступав протягом 1997–1999 років.
Після завершення ігрової кар'єри в 1999 році залишився в Іспанії, працював помічником тренера Педро Браохоса в хіхонському «Спортінгу» та в клубі «Реал Хаен», вчився на тренерських курсах, однак подальше своє життя з футболом вирішив не пов'язувати і зайнявся бізнесом.

## Виступи за збірні
У 1985 році в складі молодіжної збірної СРСР посів четверте місце на домашньому молодіжному чемпіонаті світу (до 20 років).
В листопаді 1990 року провів два матчі у складі національної збірної СРСР, а після розпаду СРСР, 1993 року провів ще один матч за збірну Росії.

## Статистика виступів

### Статистика виступів за збірну
| Дата       | Місто             | Господарі | Результат | Гості | Турнір                                       | Голи | Примітки |
| ---------- | ----------------- | --------- | --------- | ----- | -------------------------------------------- | ---- | -------- |
| 21/11/1990 | Порт-оф-Спейн     | США       | 0 – 0     | СРСР  | Carib B.W.I.A. Triangular Soccer Series 1990 | -    |          |
| 30/11/1990 | Гватемала (місто) | Гватемала | 0 – 3     | СРСР  | товариський матч                             | -    |          |
| Усього     |                   | Матчів    | 2         |       | Голів                                        | 0    |          |

| Дата       | Місто | Господарі | Результат | Гості | Турнір           | Голи | Примітки |
| ---------- | ----- | --------- | --------- | ----- | ---------------- | ---- | -------- |
| 24/03/1993 | Хайфа | Ізраїль   | 2 – 2     | Росія | товариський матч | -    |          |
| Усього     |       | Матчів    | 1         |       | Голів            | 0    |          |